# Bogdan Ulmu
Bogdan Ștefan Ghiță Ulmu (n. 29 aprilie 1951, București – d. 21 mai 2016, Iași), cunoscut sub pseudonimul Bogdan Ulmu, a fost un regizor de teatru, scriitor și publicist român.

## Biografie
Bogdan Ulmu s-a născut în 1951 în București, fiul contabilului Vasile Ghiță și al funcționarei Maria Ghiță (n. Cataramă). După terminarea liceului, Ulmu se înscrie Universitatea Națională de Artă Teatrală și Cinematografică „Ion Luca Caragiale” din București (IATC) pe care îl absolvă în 1978. Pentru început lucrează ca profesor se actorie la Școala Populară de Arte din Ploiești, iar din 1980 începe să facă regie de teatru pentru ținute în București și în alte orașe. În 1990 devine membru titular al Uniunii Scriitorilor din România și în 1995 al UNITER. Lector, conferențiar și profesor la universități din București, Timișoara, Iași și Bacău, Ulmu își obține doctoratul în teatrologie cu teza „Caragiale, ludicul” în 1998.